# Васильев, Михаил Витальевич
Михаил Витальевич Васильев (24 января 1923, Симферополь — 2011, Нижний Новгород) — советский хозяйственный, государственный и политический деятель.

## Биография
Родился 24 января 1923 года в городе Симферополе. По национальности — украинец. Член ВКП(б).
С 1947 года — на хозяйственной, общественной и политической работе. В 1947—1980 гг. — 2-й секретарь Новосибирского областного комитета ВЛКСМ, инженер по организации движения и грузовой работы станции Болотная, заместитель начальника станции Усяты, начальник станции Новосибирск, начальник Барнаульского отделения Томской железной дороги, заведующий Отделом строительства, транспорта и связи Алтайского краевого комитета КПСС, 2-й секретарь Алтайского краевого комитета КПСС, 1-й секретарь Алтайского промышленного краевого комитета КПСС, 2-й секретарь Алтайского краевого комитета КПСС, 1-й заместитель начальника Казахской железной дороги, начальник Горьковской железной дороги.
Избирался депутатом Верховного Совета РСФСР 6-го и 7-го созывов.
Скончался 3 января 2011 года в городе Нижний Новгород. Похоронен на Бугровском кладбище.